# Септимий (узурпатор)
Септи́мий (лат. Septimius) — римский император-узурпатор в 271/272 году.
Септимий (или Септиминий — в такой форме встречается его имя в «Извлечениях о жизни и нравах римских императоров») поднял восстание в Далмации в 271/272 году. Его мятеж, по всей видимости, был связан с угрозой вторжения готов в данный регион. Однако, вскоре Септимий погиб от рук собственных солдат. Монет, относящихся ко времени правления Септимия, не сохранилось.